# Zhu Yuling
Zhu Yuling (胡咖妃 Mianyang, 10 januari 1995) is een Chinees tafeltennisspeelster. Ze won brons bij het enkelspel van de wereldkampioenschappen van 2013. Zhu is rechtshandig en heeft het batje op de Europese shakehand-stijl in de hand.

## Sportieve loopbaan
Internationaal, ze was voor het eerst actief in 2010, werd ze bij de jeugd wereldkampioen en tweede tijdens de Aziatische kampioenschappen in het enkel- en dubbelspel. In 2013 won ze in Parijs voor het eerst op de wereldkampioenschappen brons bij het enkelspel. In het dubbelspel behaalde ze ook brons. Bij de Aziatische kampioenschappen behaalde ze dat jaar brons in het enkelspel en goud in het dubbelspel.
In 2014 won ze met de team goud op de wereldkampioenschappen.
In 2015 won ze goud met de team tijdens de World Team Cup. Tijdens de wereldkampioenschappen verloor ze in de kwartfinale van Liu Shiwen. In het dubbelspel won ze met Liu Shiwen de titel.
2016 nam ze met het team tijdens de wereldkampioenschappen goud mee naar huis, nadat ze in de finale Japan versloegen.
In 2017 werd Zhu tweede bij de wereldkampioenschappen en was ze winnaar tijdens de wereldcup.
In 2018 won Zhu met het team de wereldcup.

## Successen[4]

### Wereldkampioenschappen
- 2013 Enkelspel derde plaats
- 2013 Dubbelspel derde plaats
- 2014 Team goud
- 2015 Enkelspel kwartfinale
- 2015 Dubbelspel goud
- 2016 Team goud
- 2017 Enkelspel zilver
- 2017 Dubbelspel zilver

### Wereldcup
- 2015 Team goud
- 2015 Enkelspel kwartfinale
- 2017 Enkelspel goud
- 2018 Team goud

### World Tour Grand Finals
- 2013 Enkelspel kwartfinale
- 2015 Enkelspel derde plaats
- 2015 Dubbelspel goud
- 2016 Enkelspel goud
- 2017 Enkelspel zilver
- 2017 Dubbelspel goud

### Wereldkampioenschappen jeugd
- 2010 Enkelspel goud
- 2010 Dubbelspel goud
- 2010 Gemengd zilver
- 2010 Team zilver
- 2011 Enkelspel zilver
- 2011 Dubbelspel zilver
- 2011 Gemengd derde plaats
- 2012 Enkelspel goud
- 2012 Dubbelspel goud
- 2012 Gemengd derde plaats
- 2012 Team goud